# دهق
دهق هي مدينة تقع في إيران في ناحية صحراء مهر. يقدر عدد سكانها بـ 7،828 نسمة وترتفع عن سطح البحر 1،940 متر.